# 平关站
平关站是位于贵州省六盘水市盘州市胜境街道（原名平关镇）的一个铁路车站，邮政编码561614。车站建于1974年，有盘西铁路经过该站，现办理客货运业务，车站及其上下行区间均已电气化。车站距离沾益站76公里，隶属中国铁路昆明局集团曲靖车务段，是四等站。